# Province de Ferreñafe
La province de Ferreñafe (en espagnol : Provincia de Ferreñafe) est l'une des trois provinces de la région de Lambayeque, dans le nord-ouest du Pérou. Son chef-lieu est la ville de Ferreñafe.

## Géographie
La province couvre une superficie de 1 578,6 km2. Elle est limitée au nord par la province de Lambayeque, à l'est par la région de Cajamarca, au sud par la province de Chiclayo.

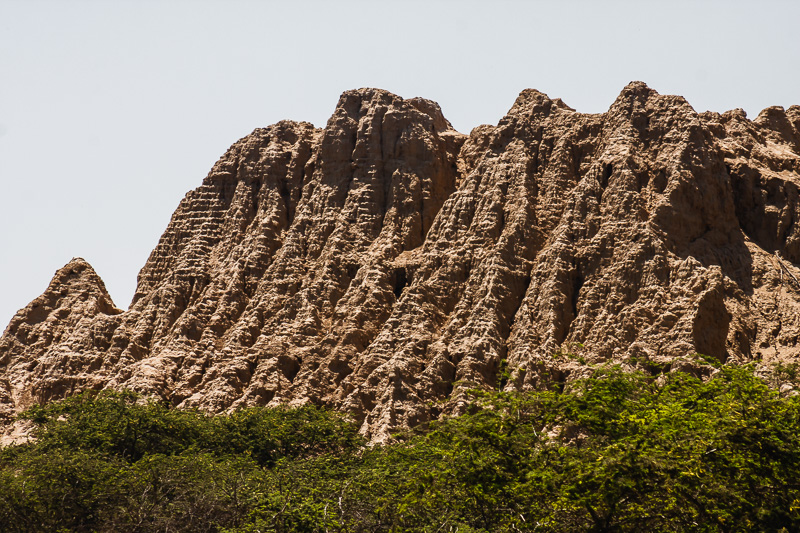
Forêt de Pómac, Lambayeque, Pérou

## Histoire
La province de Ferreñafe fut créée le 17 février 1951.
La ville de Ferreñafe est fondée par le Capitan Alonso de Osorio le 13 décembre 1550. 
Ayant été marqué ne pas seulement par son histoire après l'arrivée des Espagnols, mais aussi par la culture précolombienne que vivent dans l'aire, Les Sican, Ferreñafe est connu comme la ville de la double fois, À cause des croyances des habitants. Ils croient à la religion catholique, mais aussi au chamanisme.

## Population
La population de la province s'élevait à 94 731 habitants en 2005.

## Subdivisions
La province de Ferreñafe est divisée en six districts :

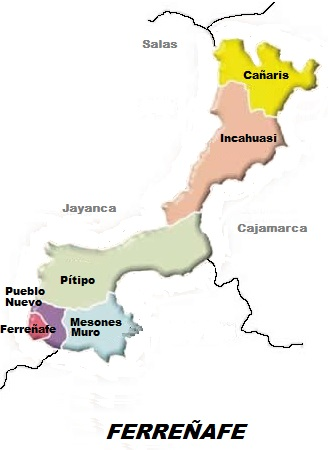

- Cañaris
- Ferreñafe
- Incahuasi
- Manuel Antonio Mesones Muro
- Pítipo
- Pueblo Nuevo